# Hana Hegerová
Hana Hegerová, született Carmen Mária Štefánia Farkašová (Pozsony, 1931. október 20. – Prága, 2021. március 23.) szlovák énekesnő, színésznő.

## Családja
1931. október 20-án Pozsonyban született Carmen Mária Štefánia Farkašová néven. Apja Ján Farkaš banktisztviselő volt. Anyai ágon a cselkószabadjai Cselkó család leszármazottja. Két féltestvére volt. Apja első házasságából született Ramón és anyja második házasságából született Peter Pažitný orvos.
1954-ben kötött házasságot Dalibor Heger dramaturggal, műfordítóval, aki Pavel Országh (Hviezdoslav) (1849–1921) költő unokaöccse volt. 1955-ben született meg fiuk Matúš. A házasság csak három évig tartott és 1957-ben elváltak. Fiát, Matúšt (1955–2015) az apja nevelte fel.

## Élete
1937 és 1942 között a Szlovák Nemzeti Színház balettiskolájába járt. 1950-ben a komáromi szlovák gimnáziumban érettségizett. Káder okok miatt nem tanulhatott tovább a közgazdasági egyetemen, emiatt a komáromi gépgyárban helyezkedett el és rövid ideig tanonciskolában is tanított. 1951 és 1953 között a pozsonyi Állami Konzervatóriumban tanult dráma szakon. Egyik tanára Ladislav Chudík volt.
A színművészi diploma megszerzése után a zsolnai színházhoz szerződött. 1954-ben szerepelt Hana Čelková néven a Nővérek (Frona) című filmben. 1957-ben fedezte fel Juraj Berczeler zeneszerző, és meghívta őt a pozsonyi Tatra revue-be. 1958-ban Prágába költözött. 1958 és 1961 között a Rokoko Színház, 1961 és 1966 között a Semafor Színház tagja volt.
Az 1960-as évek közepétől kezdett szólóban fellépni Mirko Dvořák zenekarával. Ebből az időből származik a Mylord című dal cseh változata, amihez Pavel Kopta írta a cseh szöveget. A párizsi Olympiában két évig szerepelt (1967–1969), de rendszeresen fellépett Nyugat-Németországban és Svájcban is. 1966-ban jelent meg első nagylemeze. Az 1970-es években további három stúdióalbumot adott ki. 1968-ban Žárlivost címmel előadta Kovács Kati Nem leszek a játékszered című dalát. Egyik legismertebb dala a Levandulová, melyet Petr Hapka írt a számára és közösen adtak elő. További ismert slágerei a Zhasněte lampiony és a Čerešně (Jaro Filip és Milan Lasica szerzeménye).
Az 1970-es évek végén a csehszlovák hatóságok folyamatosan megnehezítették, hogy külföldön fellépjen. 1979-ben egy számlájára érkezett nagyobb összegről később derült ki, hogy Karel Gottot illette volna, amelyet a könyvelő tévesen számolt el. A bíróság sikkasztásnak minősítette az esetet és hat hónap börtönre ítélte, annak ellenére, hogy Gott próbált az érdekében közben járni. A büntetésben az is közrejátszott, hogy Hegerová köztudottan nem volt az akkori rendszer híve.
1983-ban tért vissza a színpadra. A koncertezést 2011-ben fejezte be. 2014-ben infarktusa és agyvérzése is volt. Egy prágai kórházban hunyt el, ahol hosszabb ideje ápolták.

## Elismerései
- 2002: Cseh Köztársaság-érdemérem (Medaile Za zásluhy)
- 2012: Prága 1. kerületének díszpolgára (Čestní občané Prahy 1)
- Művészetek és Irodalom Érdemrendjének lovagja (Chevalier des Arts et des Lettres)
- 2013: Francia Köztársaság Nemzeti Érdemrendje (Ordre national du Mérite)[18]
- 2014: Tomáš Garrigue Masaryk-rend (Řád Tomáše Garrigua Masaryka)
- 2016: Ľudovít Štúr-díj (Rad Ľudovíta Štúra)[19]

## Diszkográfia
| EP - 1965: Prague Songs - 1969: Hana Hegerová Stúdióalbumok - 1966: Šansony s Hanou Hegerovou - 1971: Recital - 1974: Recital 2 - 1977: Lásko prokletá - 1987: Potměšilý host - 2010: Mlýnské kolo v srdci mém Külföldön megjelent albumok - 1967: Ich – Hana Hegerová - 1972: So geht es auf der Welt zu - 1974: Fast ein Liebeslied - 1975: Wir für euch | Koncertlemezek - 1991: Live - 1998: Bratislava live - 2006: Hana Hegerová - 2015: Recital '70 Válogatás lemezek - 1984: Ohlédnutí - 1991: Paběrky - 1997: Rýmování o životě - 2006: Všechno nejlepší - 2009: Paběrky a pamlsky - 2013: Zlatá kolekce 1957–2010 - 2016: Cesta - 2017: Omrvinky |

## Filmjei
| Év   | Cím                    | Eredeti cím                                            | Szerep               | Magyar hangja | Megjegyzés                 |
| ---- | ---------------------- | ------------------------------------------------------ | -------------------- | ------------- | -------------------------- |
| 1954 | Nővérek                | Frona                                                  | Frona                |               |                            |
| 1957 | Ott a végállomásnál    | Tam na konečné                                         | Zuzana               |               |                            |
| 1960 | Túléltem a halálom     | Přežil jsem svou smrt                                  | cigánylány           |               |                            |
| 1960 |                        | Mladé rampy                                            | előadóművész         |               | rövidfilm                  |
| 1961 |                        | Policejní hodina                                       | Vanda, a prostituált |               |                            |
| 1961 |                        | Zuzana je zase sama doma                               |                      |               | tv-film                    |
| 1962 | Pirosbetűs hétköznapok | Neděle ve všední den                                   | Lída Hálková         |               |                            |
| 1963 |                        | Stare, ale dobre                                       |                      |               | tv-sorozat                 |
| 1963 |                        | Šest žen                                               |                      |               | tv-film                    |
| 1963 | Konkurs                |                                                        |                      |               |                            |
| 1964 |                        | Naděje                                                 | Magdalena            |               |                            |
| 1964 |                        | Rendezvous im 5. Stock                                 |                      |               | tv-film                    |
| 1965 | Ha ezernyi klarinét    | Kdyby tisíc klarinetů                                  | Edita, az énekesnő   |               |                            |
| 1966 |                        | Revue v mlze                                           |                      |               | tv-film                    |
| 1966 |                        | Dobře placená procházka                                | liverpooli nagynéni  |               | tv-film                    |
| 1967 |                        | Ta naše písnička česká                                 |                      |               |                            |
| 1967 |                        | Sedm žen Alfonse Karáska                               |                      |               | tv-film                    |
| 1967 |                        | Besuch am Abend                                        | hölgy                |               | tv-film                    |
| 1967 |                        | Wandersänger – Chansons aus Prag                       |                      |               | tv-film                    |
| 1967 |                        | Laßt Blumen sprechen! – Ein musikalischer Herbststrauß |                      |               | tv-film                    |
| 1970 |                        | Besuch gegen zehn                                      | sanzonénekes         |               | tv-film                    |
| 1974 |                        | Die Drehscheibe                                        | énekes               |               | tv-sorozat, egy epizódban  |
| 1976 | Zeman őrnagy           | Třicet případů majora Zemana                           | Arnoštka, az énekes  |               | tv-sorozat, egy epizódban  |
| 1976 | Álarcban               | Das unsichtbare Visier                                 | énekesnő             |               | tv-sorozat, egy epizódban  |
| 1989 |                        | Lovec senzací                                          | Samková              |               |                            |
| 1989 |                        | Omyly tradičnej morálky                                | önmaga               |               | tv-film                    |
| 1989 |                        | Fabrik der Offiziere                                   | énekesnő             |               | tv-sorozat, négy epizódban |
| 1990 |                        | Pisnicky potichu                                       |                      |               | tv-film                    |
| 1991 | Az utolsó pillangó     | Poslední motýl                                         | énekes a gettóban    |               |                            |
| 2006 |                        | Kde lampy bloudí                                       |                      |               | rövidfilm                  |
| 2008 | Időjós a pácban        | Nestyda                                                | önmaga               |               |                            |
| 2012 |                        | Ententýky                                              | önmaga               |               | tv-sorozat, egy epizódban  |